# Alfred Schweder
Alfred Paul Ferdinand Berthold Schweder (* 28. Juni 1911 in Parchim; † 14. Januar 1992 in Bremen) war ein deutscher Jurist, Beamter und SS-Führer sowie Journalist.

## Biografie
Schweder war der Sohn eines im Ersten Weltkrieg gefallenen Sergeanten und Parchimer Stadtwachtmeisters. Nach dem Besuch des Friedrich-Franz-Gymnasiums (Parchim) studierte er ab 1930 Rechtswissenschaft und Staatswissenschaften an der Albert-Ludwigs-Universität Freiburg, der Ludwig-Maximilians-Universität München und der Universität Rostock. Er promovierte 1937 in Rostock zum Dr. iur. und wurde 1938 Referendar, 1941 Regierungsrat und 1944 Oberregierungsrat.
1930 trat er in die NSDAP (Mitgliedsnummer 224.806) und in die SS ein (SS-Nummer 2.485). Durch Reinhard Heydrich wurde er 1931 für den Sicherheitsdienst (SD) der SS rekrutiert. 1937 legte Schweder seine Dissertation vor, in der er sich mit dem Wandel des Polizeiwesens und -begriffs von der Metternich-Zeit bis zum NS-Staat befasst. Die zentrale Funktion der Polizei im Allgemeinen erblickt Schweder im Schutz der Gemeinschaftswerte, was praktisch die „Ausmerzung aller Trennungsmomente im Volke“ bedeutet. Im Vergleich auf den „Fortschritt“, den die Institution in den knapp 100 Jahren zwischen der Metternich-Polizei und der Geheimen Staatspolizei zurückgelegt hat, hebt Schweder die „positive“ (d. h. von sich aus agierende) Qualität der Gestapo im Vergleich zu der als ineffizient und repressiv empfundenen Funktionsweise der Politischen Polizei im 19. Jahrhundert, die sich darauf begnügte, „negativ“ zu funktionieren (d. h. auf bereits im Verlauf begriffene Angriffe auf das Staatswesen zu re-agieren). Dazu führt er aus:

„Die politische Polizei des nationalsozialistischen Staates ist das zentrale, von der SS ausgebildete staatliche Kampfinstrument, das den Schutz von Volk, Partei und Staat und deren politischer und weltanschaulicher Entwicklung dadurch gewährleistet, daß es auf politischem und weltanschaulichem Gebiet die Widerstände staatsgefährlicher Kräfte bricht, die sich in ihrem Entwicklungsgang entgegenstellen.“

Zur Erläuterung der weitergespannten Schutzaufgaben der NS-Polizei führt er aus:

„So geht die politische Polizei also [auch] gegen böswillige Nörgler vor, die, ohne selbst mithelfen zu wollen, nur die Arbeit derer behindern, die im Namen des Volksganzen schaffen. Sie fasst den ‚Hamsterer‘, der durch das Sorgen nur für sich allein die Front der anderen Volksgenossen gefährdet, die gemeinsamen Schwierigkeiten überwinden. Sie greift den Preistreiber, der auf Kosten der Gemeinschaft sich bereichert. Sie kämpft gegen Regungen von Standesdünkel oder Klassenhaß. Sie verhindert oder ahndet Störungen der großen Volksaktionen […] durch Eigensucht, die die gemeinsame Arbeit des Volkes bedroht oder auch nur die Bereitschaft der übrigen Volkgenossen zur Mitarbeit beeinträchtigt. Sie greift ein, wenn Betriebsführer ihre Pflicht gegenüber ihrer Gefolgschaft vernachlässigen und dadurch den Frieden im Volke stören, und umgekehrt, wenn ungerechtfertigte Maßnahmen seitens kurzsichtiger Gefolgsschaftsmitglieder vorkommen. […] Sie greift also ein gegen alles ‚Staatsgefährliche‘, nicht nur gegen den bewussten ‚Staatsfeind‘ im engeren Sinne.“

Schweder, der als „kompromißloser Mann mit festem Willen […] [und] ausgeprägtem politischem Fingerspitzengefühl gepaart mit hoher Intelligenz“ beschrieben wird, wurde 1939 stellvertretender Leiter des Sachgebietes Politischer Katholizismus im Geheimen Staatspolizeiamt.
1941 übernahm Schweder als Regierungsassessor die Leitung des Referates II A 1 (Organisation der Sicherheitspolizei und SD) in der Amtsgruppe II (Organisation, Verwaltung und Recht) des Reichssicherheitshauptamtes (RSHA) und danach als Regierungsrat beim Amt IV (Gestapo) die Referatsleitung B2 (Kirchenfragen). Im August 1942 wurde er als Verwaltungsleiter zum Befehlshaber der Sicherheitspolizei und des SD in Krakau kommandiert. Bis August 1943 war Schweder bei der Gestapo-Führung im RSHA in Berlin tätig. Danach war er bis 1944 Vertreter von Anton Dunckern, Befehlshaber der Sicherheitspolizei von Lothringen in Metz (siehe auch Sonderlager „Feste Goeben“). Anfang Februar 1945 übernahm er den Chefposten der Bremer Gestapo vom Stellvertreter (Hans Hasse) seines Vorgängers Erwin Dörnte, nachdem dieser am 29. Januar nach Polen versetzt worden war. Am 1. April 1945 übergab Schweder die Gestapo-Leitung an Georg Kiessel und wurde dessen Stellvertreter. Schweder war für die Vernichtung der Gestapo-Akten Ende Februar/Anfang März 1945 verantwortlich sowie für das Arbeitserziehungslager Farge. 
Nach Kriegsende war Schweder von 1945 bis 1948 in britischer und amerikanischer Gefangenschaft. Er war Zeuge der Anklage im Bremen-Farge-case der Curiohaus-Prozesse. Er wohnte in Brundorf und Bremen – Huchting, war von 1948 bis 1953 Journalist beim Osterholzer Kreisblatt und von 1953 bis 1974 Redakteur und später Leiter des Archivs beim Bremer Weser-Kurier.
Er wirkte vor und nach dem Zweiten Weltkrieg in Parchim und in Bremen als Hobby-Archäologe, vorwiegend im Bereich der Steinzeit.
Am 4. August 1941 heiratete er in Greifswald Gerda Maria geb. Klückmann. Am 14. Januar 1992 starb er um 06:05 Uhr in seiner Wohnung im Hohenhorster Weg 57 im Alter von 80 Jahren. Er war evangelisch. Schweder hatte 6 Kinder.

## Beförderungen bei der SS
- Untersturmführer: 9. November 1933
- Obersturmführer: 9. November 1935
- Hauptsturmführer: 9. November 1936
- Sturmbannführer: 1. Mai 1941
- Obersturmbannführer: 21. Juni 1944

## Schriften
- Politische Polizei. Wesen und Begriff der politischen Polizei im Metternichschen System, in der Weimarer Republik und im nationalsozialistischen Staate, (Dissertation). Heymann, Berlin 1937. Nach Ende des Zweiten Weltkriegs in der Sowjetischen Besatzungszone auf die Liste der auszusondernden Literatur gesetzt.[11]